# Pohoří Aïr
Pohoří Aïr (francouzsky Massif de l'Aïr, anglicky Aïr Mountains) je krystalicko-vulkanické pohoří v Saharské poušti, v severní části Nigeru, v Africe. Náhorní plošina se rozkládá na ploše 84 000 km2 v nadmořské výšce 500 až 900 m. Z plošiny vystupují jednotlivá horská pásma překračující 1 800 m. Nejvyšší hora Mont Idoukal-n-Taghès má 2 022 m. Oblast obývají Tuaregové. V oázách se živí chovem dobytka a zemědělstvím. V pohoří Aïr se nachází řada významných geologických a archeologických nálezů, které poukazují na bohatou historii regionu.